# Człowiek z marmuru
Człowiek z marmuru (literalment en català 'L'home de marbre') és una pel·lícula polonesa de l'any 1977 dirigida per Andrzej Wajda. La pel·lícula tracta sobre l'ascensió i davallada de l'heroi obrer Mateusz Birkut, que va esdevenir un símbol de la classe treballadora en la construcció de Nowa Hutta, una nova ciutat prop de Cracòvia destinada a ser el nou paradigma soviètic.

## Argument
Agnieszka, una estudiant de cinema polonesa, vol fer una pel·lícula sobre els herois obrers dels anys 1950 com a treball de fi de carrera. Durant el seu treball de recerca, a l'arxiu d'un museu es topa amb unes estàtues de marbre procedents de l'època en qüestió. A Agnieszka, la fascina especialment una d'aquestes estàtues, que representa el manobre Mateusz Birkut. En començar a buscar material cinematogràfic sobre l'obrer als arxius de televisió, la jove estudiant descobreix que durant els anys 1950 el director Jerzy Burski ja havia filmat dos documentals sobre Birkut.

Mateusz Birkut posant maons

Agnieszka es posa a buscar Burski -avui dia esdevingut un prestigiós director- per tal de parlar sobre Birkut. El director li explica la història del rodatge de la construcció de la ciutat de Nowa Huta, on l'obrer Birkut va establir tot un rècord: ell i Jodła -secretari del partit- havien escollit i entrenat el jove manobre i el seu equip per posar 28.000 maons en una sola jornada, fet que no sols van aconseguir sinó que el jove Birkut va arribar a posar-ne més de 30.000, esdevenint així un nou heroi estakhanovista.
Gràcies a la popularitat aconseguida, el jove Birkut, juntament amb el seu col·lega Wincenty Witek, viatja per tot el país donant lliçons a la resta de manobres. No obstant això, durant un dels actes té lloc un atemptat contra Birkut, que queda incapacitat de les mans i no pot treballar més de manobre. El sospitós de l'atemptat és Witek, l'amic de Birkut, que serà detingut. Birkut està convençut de la innocència del seu amic i s'esforça en va perquè aquest sigui posat en llibertat. El jove Birkut, un comunista convençut, perd lentament la seva fe en el sistema i, quan és cridat a participar en el judici contra Witet, es pronuncia en defensa de l'amic, en oposició a les ordres del partit. Per aquests fets Birkut és condemnat a quatre anys de presó. Finalment, quan al cap de quatre anys en Birkut surt de la presó, s'assabenta que la seva companya Hanka l'ha abandonat i ara treballa de cambrera en un cafè de la ciutat de Zakopane, al sud de Polònia.
En el present, la jove estudiant de cinema es posa a buscar Hanka a Zakopane i d'aquesta manera descobreix que Mateusz Birkut i Hanka varen tenir un fill. Quan Agnieszka ensenya a Varsòvia tot el material cinematogràfic obtingut, el seu director de tesi li prohibeix finalitzar la pel·lícula, les autoritats li neguen el lliurament de material addicional i se li confisca la càmera.
Del tot frustrada, la jove estudiant va a buscar consol amb el seu pare, el qual l'aconsegueix convèncer de finalitzar el seu projecte, tot animant la filla a trobar Mateusz Birkut i saber què se n'ha fet. L'Agnieszka viatja així a Danzig, on troba Maciej Tomczyk -el fill de Birkut-, que treballa a les drassanes. Maciej li explica que el seu pare és mort, que havia mort feia anys segurament a les drassanes on tants altres obrers havien perdut també la vida, tirotejats per la policia secreta polonesa.
Amb la voluntat de recerca i desenterrament del turbulent passat, neix una estreta relació entre Agnieszka i Maciej. La pel·lícula acaba al mateix lloc on ha començat, ambdós caminant ferms i el director de la tesi amagant-se'n.

## Repartiment
- Jerzy Radziwiłowicz – Mateusz Birkut / Maciej Tomczyk
- Krystyna Janda – Agnieszka
- Tadeusz Łomnicki – Jerzy Burski
- Jacek Łomnicki – jove Burski
- Michał Tarkowski – Wincenty Witek
- Piotr Cieślak – Michalak
- Wiesław Wójcik – Jodła
- Krystyna Zachwatowicz – Hanka
- Magda Teresa Wójcik – Editor
- Bogusław Sobczuk – Productor de TV
- Leonard Zajączkowski – Leonard Zajączkowski, càmera
- Jacek Domański – Tècnic de so
- Irena Laskowska – Empleat del museu
- Zdzisław Kozień – Pare d'Agnieszka
- Wiesław Drzewicz – Marit de Hanka

## Premis
- Festival Internacional de Cinema de Canes 1978: premi FIPRESCI
- Festival de Cinema Polonès 1977: premi de la crítica